# Matthias Heymann
Matthias Heymann (* 17. August 1961 in Hamburg) ist ein deutscher Physiker und habilitierter Technik-, Wissenschafts- und Umwelthistoriker.

## Akademische Laufbahn
Heymann studierte Physik, Philosophie, Geschichte der Naturwissenschaften und Geschichte der Technik in Hamburg und an der TU München. Nach dem Diplom in Physik promovierte er 1992 mit einer heute als "bahnbrechend" geltenden technikhistorischen Arbeit über Die Geschichte der Windenergienutzung 1890–1990. Für diese Dissertation, die 1995 in überarbeiteter Form vom Campus-Verlag publiziert wurde, wurde er im Jahr 1993 mit dem  Rudolf-Kellermann-Preis für Technikgeschichte ausgezeichnet. Anschließend war er an verschiedenen Universitäten, darunter München, Stuttgart und Istanbul, als wissenschaftlicher Mitarbeiter in Forschung und Lehre angestellt. 2004 folgte die Habilitation an der TU Berlin, an der er danach auch als Privatdozent tätig war. Aktuell ist er Associate Professor an der Universität Aarhus in Dänemark. Daneben ist er stellvertretender Vorsitzender des Vereins Gesellschaft für Technikgeschichte.
Zu Heymanns Forschungsschwerpunkten gehören die Geschichte der Umweltwissenschaften, die Geschichte der Umwelttechnik im 19. und 20. Jahrhundert sowie die Geschichte der Energie und ihrer Wandlungstechniken, speziell der Windenergienutzung. Daneben untersucht er ebenfalls die Geschichte der Atmosphären- und Klimaforschung sowie der Konstruktionswissenschaft.

## Verfasste Monographien
- Die Geschichte der Windenergienutzung 1890 - 1990, Campus, Frankfurt am Main 1995, ISBN 3-593-35278-8.
- Ingenieure, Märkte und Visionen: Die wechselvolle Geschichte der Erdgasverflüssigung, Piper, München / Zürich 2005, ISBN 978-3-492-04844-6.
- „Kunst“ und Wissenschaft in der Technik des 20. Jahrhunderts: Zur Geschichte der Konstruktionswissenschaft, Chronos, Zürich 2005, ISBN 3-03-400723-X.
- Forscher, Pioniere und Visionäre: Wasserstoff als Energieträger, Piper, München / Zürich 2009, ISBN 978-3-492-05149-1.